# Альфонсо III Великий
Альфо́нсо III Вели́кий (исп. Alfonso III el Magno; около 848 — 20 декабря 910) — король Астурии, в 866—910 годах. Сын Ордоньо I.

## Биография
Вёл упорную борьбу с маврами, отвоевав у них ряд районов к северу от реки Тахо. Успехам Альфонсо III способствовали внутренние затруднения Кордовского эмирата. Стремясь укрепить королевскую власть, Альфонсо III вступил в ожесточённую борьбу с феодальной аристократией, возглавленной его сыновьями.
В 879 году Альфонсо III разбил мусульманские войска у Польворарии-Вальдеморы.
В 44-летнее правление Альфонсо III могущество Астурии возросло. При нем было построено много замков и церквей. 
В 880 году против короля взбунтовался его сын Гарсия, но он был разбит отцом и заключен в тюрьму. 
В 901 году Альфонсо III в четырехдневной битве разбил 60-тысячное арабское войско при Саморе. 
Мать Гарсии Химена Памплонская привлекла на свою сторону двух других своих сыновей и многих вельмож, устроила заговор против короля и начала восстание против него. В 910 году был вынужден отречься от престола в пользу восставших сыновей. Астурийское королевство было поделено между детьми Альфонсо III: Гарсии I достался Леон, Фруэле II — собственно Астурия, а Ордоньо II — Галисия.
По повелению Альфонсо III или даже им лично была составлена «Хроника», описывавшая историю Пиренейского полуострова от короля Вамбы до конца правления Ордоньо I.